# Lasioglossum mellipes
Lasioglossum mellipes är en biart som först beskrevs av Crawford 1907.  Lasioglossum mellipes ingår i släktet smalbin, och familjen vägbin. Inga underarter finns listade i Catalogue of Life.